# 窦祖烈
窦祖烈（英語：Julius T. Tou，1925年8月15日—2002年6月22日），字子攸，江苏无锡人，电子工程专家，中央研究院院士。

## 生平
窦祖烈早年曾就读于上海市南洋模范中学，后考入交通大学电机工程系。1947年毕业后赴美国留学，1950年获哈佛大学硕士学位，1952年获耶鲁大学博士学位。此后，他曾任教于西北大学、俄亥俄州立大学、佛罗里达大学等校，并担任过通用电气、IBM、麦道等公司顾问。窦祖烈为IEEE会士，1972年当选中央研究院院士，后任中央研究院资讯科学研究所谘议委员会主任委员。